# كتلة بيولوجية (علم البيئة)
الكتلة الحيوية أو الكتلة البيولوجية (بالإنجليزية: biomass)‏ في علم البيئة هي كتلة الكائنات الحية التي تعيش في منطقة معينة أو في نظام بيئي بزمن معين. قد تشير الكتلة البيولوجية إلى كتلة الأنواع البيولوجية، وهي كتلة نوع ما أو أكثر. وقد تشير أيضاً إلى كتلة المجتمع البيولوجية، وهي كتلة كل الأنواع في المجتمع. قد تتضمن الكتلة البيولوجية الكائنات الدقيقة أو النباتات أو الحيوانات. قد يُعبر عن هذه الكتلة بمعدل الكتلة لكل وحدة مساحية، أو بالكتلة ككل في المجتمع.

## معرض صور

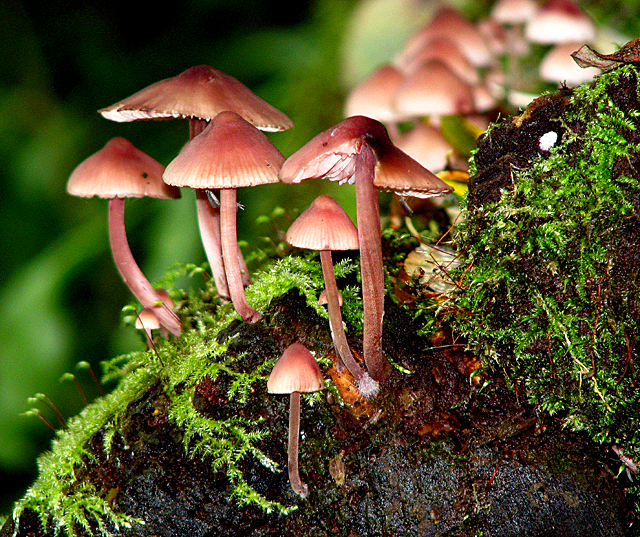
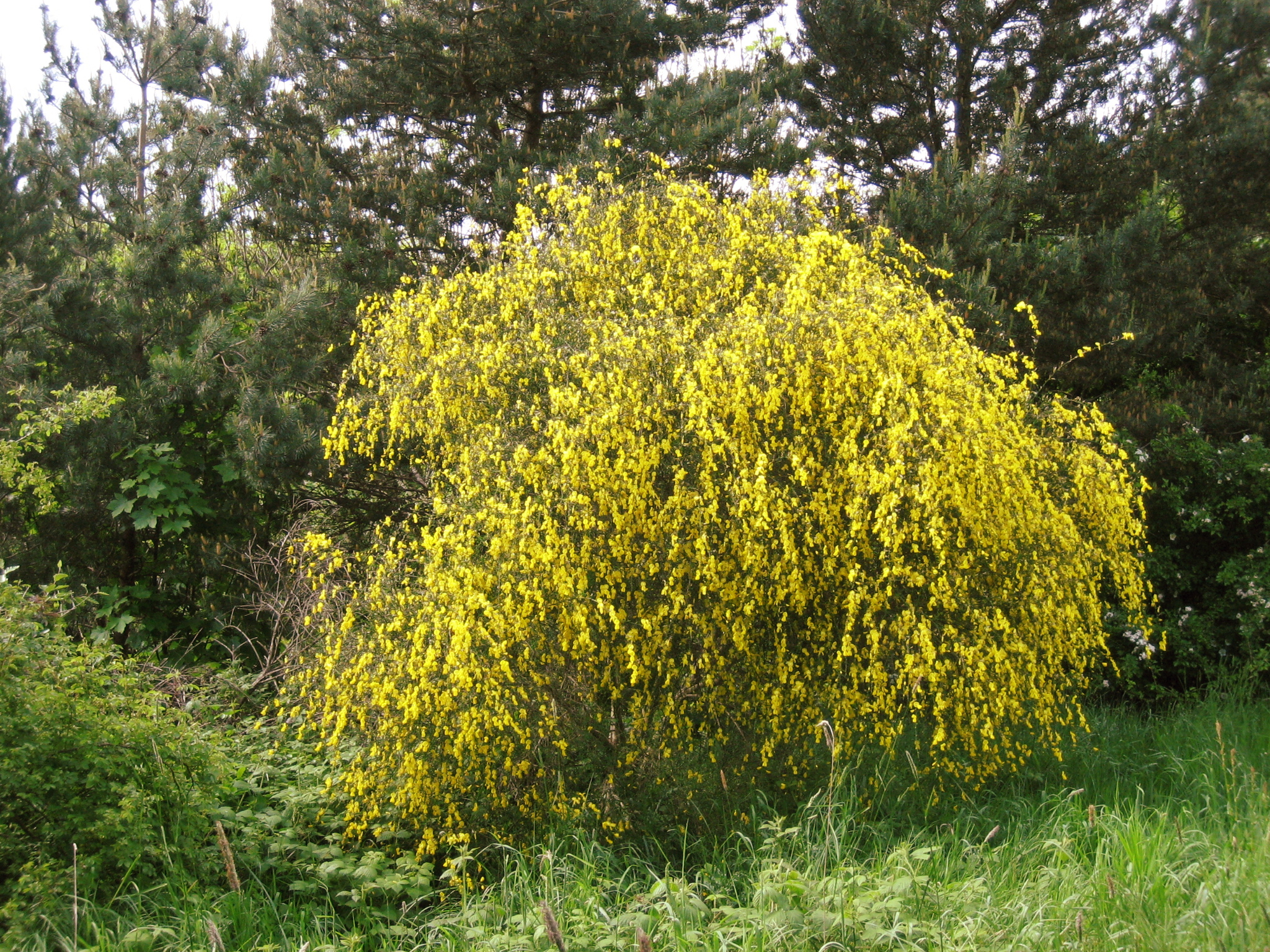
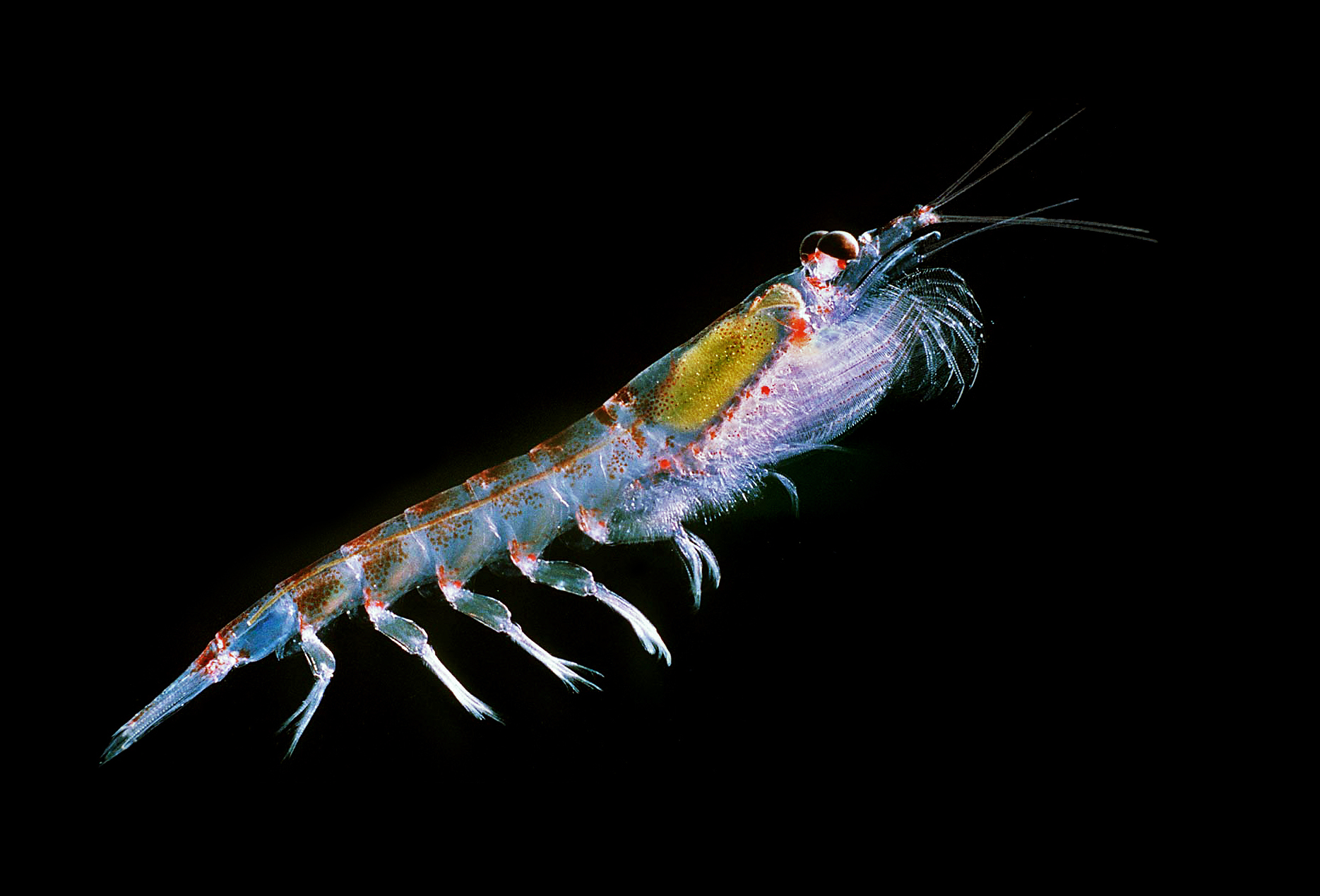
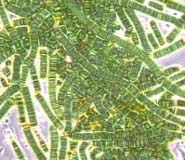